# Isotachis aubertii
Isotachis aubertii là một loài rêu trong họ Balantiopsaceae. Loài này được Schwägr. Mitt. mô tả khoa học đầu tiên năm 1887.